# Breathe (album)
Breathe – dziewiąty album studyjny australijskiej grupy rockowej Midnight Oil. Album został wydany w 1996 roku.

## Lista utworów
1. "Underwater"
2. "Surf's up Tonight"
3. "Common Ground"
4. "Time to Heal"
5. "Sins of Omission" (Burn, Midnight Oil)
6. "One Too Many Times"
7. "Star of Hope"
8. "In the Rain"
9. "Bring on the Change"
10. "Home" (featuring Emmylou Harris)
11. "E-beat"
12. "Barest Degree"
13. "Gravelrash"

## Twórcy albumu
- Peter Garrett: wokal
- Rob Hirst: perkusja, dalszy wokal
- Jim Moginie: Gitara, Keyboard
- Bones Hillman: Bas, dalszy wokal
- Martin Rotsey: Gitara